# Herrenhaus Parow

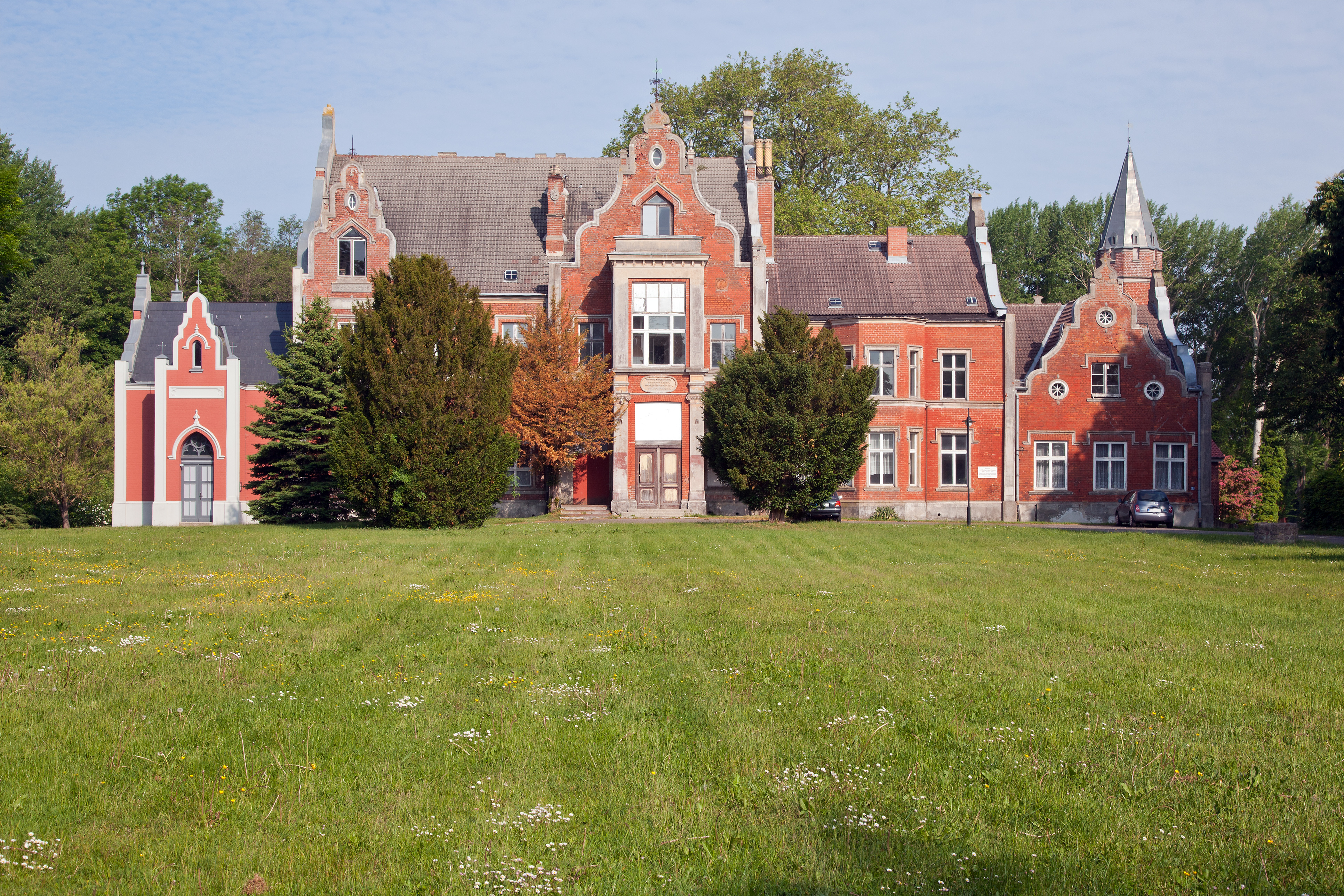
Das Herrenhaus in Parow

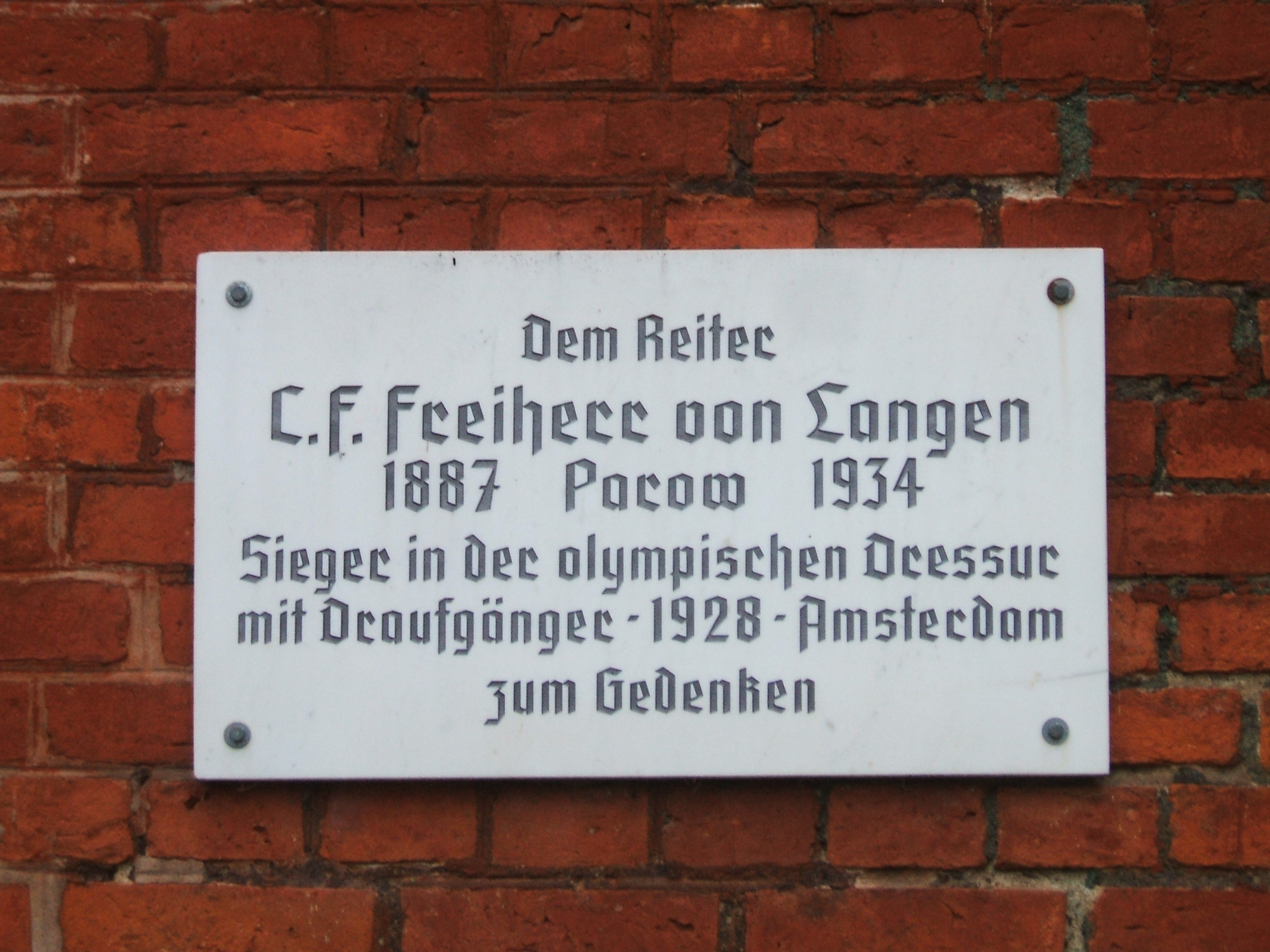
Gedenkplatte für Carl-Friedrich von Langen am Gutshaus

Das Herrenhaus Schloss Parow ist ein Gutshaus am Ortsrand des gleichnamigen Ortsteiles der Gemeinde Kramerhof im Landkreis Vorpommern-Rügen.
Das historistische Herrenhaus ist ein zweigeschossiges, sechsachsiges und teilweise verputztes Gebäude mit markanter roter Backsteinfassade. Am Herrenhaus befindet sich ein ausgedehnter Landschaftspark aus der Mitte des 19. Jahrhunderts.
Das Herrenhaus wurde von Friedrich Franz Freiherr von Langen im Jahr 1860 beauftragt. Das Gebäude im Stil englischer Landhäuser kennzeichnen zahlreiche Verzierungen, Erker, Zierschornsteine und Dachfenster sowie Schweif- und Volutengiebel. An der Nordseite befindet sich ein kleiner Turm. An der Fassade des Hauses befinden sich Terrakotta-Reliefs mit den Kopfdarstellungen und die teilweise zerstörten Namenstafeln der Familienmitglieder. Bekanntester Schlossbesitzer war Carl-Friedrich von Langen, 1928 Olympiasieger im Dressurreiten.
Teil des Gebäudes ist die Familienkapelle, die im Jahr 1878 im neogotischen Baustil ergänzt und von 2000 bis November 2002 saniert wurde. Neben der Kapellenfassade wurden der alte Ziegelfußboden, die alten Stuckfriese und Deckenverzierungen größtenteils wiederhergestellt. Die Kapelle wird als Außenstelle des Standesamtes genutzt.
Die Familie von Langen, vertreten durch Carl-Anton Freiherr von Langen (1912–1986), blieb bis 1945 Eigentümer des Gutes, dann wurde das Gut Parow zusammen mit dem Herrenhaus durch die Bodenreform enteignet und ging in den Besitz der Gemeinde über. Nach dem Krieg diente es zahlreichen Flüchtlingen als Unterkunft. Es folgten Nutzungen als Kindergarten, als Lebensmittelgeschäft und als Gemeindesaal. 2010 kaufte eine Gesellschaft aus Rathenow das Herrenhaus zum Bau von Ferienwohnungen; da dies trotz erteilter Baugenehmigung nicht geschah, wurde der Kauf 2015 von der Gemeinde, die Dach und Dachstuhl sanierte, rückgängig gemacht. Ein Investor wird gesucht.
Zu den Nebengebäuden des Herrenhauses gehören ein Pferdestall, eine Scheune und die 1910 errichtete Orangerie bzw. Gutsgärtnerei. Letztere wurde im Jahr 2017 aufwändig mit 500.000 Euro Fördermitteln aus dem LEADER-Programm auf Initiative des Storchennest-Vereines aus Niepars saniert und wird als Lehr- und Schaugarten genutzt.
2019 kündigte die Gemeinde Kramerhof an 2,5 Millionen Euro in die Sanierung des Herrenhauses zu stecken damit dort eines Tages das Amt Altenpleen hin umziehen kann. Als mögliches Jahr wurde 2020 genannt.